# Nova Escola
Nova Escola é uma marca da Associação Nova Escola, organização independente e sem fins lucrativos e é mantida pela Fundação Lemann. Além da revista, que tem mais de 30 anos de história, Nova Escola publica um site e possui perfis oficiais nas redes sociais.  

## Prêmios

### Prêmio ExxonMobil de Jornalismo(Esso)
- 2003: ganhou o Esso de Criação Gráfica, na categoria revista, concedido a Tatiana Cardeal e Pedro Motta, pela obra "Gente que Constrói o Brasil".[1]

### Prêmio Vladimir Herzog
Menção Honrosa do Prêmio Vladimir Herzog por Revista
| Ano  | Obra                            | Veículo de mídia | Autor          | Resultado |
| ---- | ------------------------------- | ---------------- | -------------- | --------- |
| 2015 | “Precisamos falar sobre Romeo…” | Nova Escola (SP) | Rodrigo Ratier | Venceu    |